# Heuchi
Heuchi (Heuche, Heutsi; pl. Hewachinawi), pleme Northern Valley Yokutsa, šire skupine Chauchila, koje je obitavalo na ravnicama uz ili južno od rijeke Fresno u Kaliforniji. Njihovo glavno veliko selo bilo je Ch'ekayu, na rijeci Fresno 4 milje ispod Madere). Kasnije su smješteni na rezervat Fresno Indian Reservation koji se utemeljio 1853. Na tome rezervatu preostalo ih je 1861. svega 18.
Ostale varijante njihovog imena su: Howchees (u Ind. Aff. rep., 1861), How-ech-ee, Hawitches, Haw-on-chee, Hou-et-chus